# Gibson EDS-1275
A Gibson EDS-1275 egy ikernyakú, tömörtestű elektromos gitár, melyet a Gibson Guitar Corporation gyárt már 1958 óta. A testforma két összeolvasztott SG modellre emlékeztet. A két nyak közül az egyik 12 húros kivitelű, míg a másik hagyományos, hathúros. Az EDS-1275 híres használói között volt többek között Jimmy Page a Led Zeppelin és Don Felder az Eagles gitárosa is.

## Története
Az EDS-1275 elődmodelljei még féltömör testtel rendelkeztek, és az ES 175-höz hasonló dupla bevágással készültek 1958 és 1962 között. Ezek a korai példányok ma már rendkívül ritkának számítanak, így a gyűjtők komoly pénzeket fizetnének egy-egy darabért. 1962-től az EDS-1275 már tömör hangszertesttel, SG-formában készül, egészen napjainkig. Ez a változat a leginkább ismert mind a zenészek, mind pedig a gyűjtők körében. Érdekes, hogy amíg a Rickenbackernek tulajdonítják az első tizenkét húros gitár bemutatását 1963-ban, addig az EDS-1275 már öt évvel korábban alkalmazta a tizenkét húros megoldást.
A Gibson az 1980-as években leállította az EDS-1275 forgalmazását, és egészen az 1990-es évek közepéig nem is indította be újból. A gyártás újraindításától a szériaszám a tizenkét húros nyak hátulja helyett a hathúros hátuljára kerül. A Gibson olcsóbb testvérmárkája, az Epiphone is gyártotta a modellt G-1275 néven olcsóbb anyagokból, csavarozott nyakrögzítéssel. Az EDS-1275 mintájára az Ibanez is készített hasonló gitármodellt, de nem lett elég sikeres, és kivonták a forgalomból.

## Felépítése
A gitártest két összeolvasztott SG, ikernyakkal. Az első nyak 12 húros, a második alap hathúros. Mindkét részhez, egy-egy hangerő és hangszínszabályzó tartozik, így a testen összesen négy tekerős potméter található. Egy háromállású kapcsoló segítségével szabályozhatóak a nyakak (csak a felső, mindkettő, csak az alsó aktív) – illetve egy másik, ugyancsak háromállású kapcsolóval nyílik lehetőség a hangszedők kiválasztására. A tizenkét húros részen 490R Alnico magnet, az alsón pedig 490T Alnico magnet ikertekercses (humbucker) hangszedők teljesítenek szolgálatot. A húrlábak fix rögzítésű „Nashville TOM” típusúak. A gitár több különböző színben is létezik – a „Heritage Cherry” lakkozás (a képen) Jimmy Page eredeti modelljének másolata.

## Külső hivatkozások
- Hivatalos honlap
- EDS-1275 Jimmy Page Signature